# Lenovo
Lenovo Group Limited (kin. 联想集团有限公司) (SEHK: 0992, OTCBB: LNVGY) je kineska multinacionalna korporacija koja se bavi razvojem, proizvodnjom i prodajom računalnih tehnologija i to - stolnih i prijenosnih računala, radnih stanica, servera, uređaja za pohranu podataka, informacijskih tehnologija, softwarea i drugih povezanih usluga.
Tvrtka je osnovana 1984. pod nazivom Legend.
Lenovo ima tri sjedišta i to u:
- Pekingu (Kina),
- Morrisvilleu (Sjeverna Karolina, SAD) i
- Singapuru,

dok se istraživački centri nalaze u:
- Šangaju (Kina),
- Shenzhenu (Kina),
- Xiamenu (Kina),
- Chengduu (Kina) i
- Yamatou (prefektura Kanagawa, Japan).[2]

## Ime
Riječ Lenovo je izvedenica od engleske riječi Legend (hrv. legenda) i latinske riječi novo (hrv. novo). Na pojednostavljenom kineskom pismu Lenovo se piše - 联想, na tradicionalnom kineskom - 聯想 a na pinyin jeziku - liánxiǎng. Na kineskom jeziku ti nazivi bi u prijevodu značili "udruženje" ili "povezana razmišljanja", ali se ta riječ može podrazumijevati i kao "kreativnost".
Tvrtka je prvotno ime Legend promijenila jer su se tako nazivale neke tvrtke na Zapadu.

## Lenovo kroz povijest
- 1. studenog 1984. jedanaest osoba je osnovalo Lenovo pod nazivom Legend i s početnim kapitalom od 20 milijuna RMB, kao tvrtku za razvoj novih tehnologija.
- 1985. godine tvrtka je pokrenula proizvodnju prvih kineskih kartica. Tada je stvoren brand Lenovo.
- 23. lipnja 1988. otvoreno je Lenovo u Hong Kongu. Tvrtka je osnovana razvojem novih tehnologija i transferom tehnologija. Lenovo Group je koristio naziv Legend kao engleski naziv tvrtke.
- u studenom 1989. je Lenovo Group je prvi puta počeo koristiti naziv Lenovo kao ime tvrtke.
- 1990. je započela proizvodnja Lenovo računala. Tvrtka je počela s proizvodnjom i opskrbom vlastitih osobnih računala.
- 1994. Lenovo počinje kotirati na Honkonškoj burzi s burzovnom vrijednošću od 30 milj USD. Naziv Lenovo se po prvi puta pojavljuje se i u prekomorskim financijskim tržištima.
- 1996. po prvi puta nakon šest godina, Lenovo nije br. 1 po tržišnom udjelu računala u Kini.
- 1999. tvrtka ostvaruje zapaženi tržišni udio u prodaji vlastitih osobnih računala od 8,5% na azijskom i pacifičkom tržištu.
- 1. travnja 2001. dolazi do reorganizacije tvrtke koja se kao takva pojavljuje na tržištu.
- u kolovozu 2002. Lenovo lansira super-računalo koje je sposobno točno izraditi kvadrilijun izračuna u sekundi. To je bilo prvo super-računalo na svijetu sposobno da premaši kvadrilijun izračuna u sekundi na temelju stvarnog mjerenja.
- od 3. do 7. prosinca 2002. održan je Legend World 2002 na kojem je Lenovo predstavio svoje nove tehnologije.
- 2004. Lenovo Group mijenja svoje englesko ime u Lenovo Group Limited. Također, Lenovo je postalo prva kineska tvrtka koja je postala olimpijski partner Međunarodnog olimpijskog odbora u svijetu računalne opreme.
- 2009. Lenovo postaje četvrti najveći proizvođač računala na Svijetu.[4] Tvrtka je najveći prodavatelj računala u Kini, gdje drži tržišni udio od 28,6 %. Istraživanje je provela tvrtka IDC u srpnju 2009. Za fiskalnu godinu 2008/09 (koja završava 31. ožujka 2009.) tvrtka je ostvarila prodaju u vrijednosti 14,9 milijardi. USD.
- 4. rujna 2009. privatna investicijska tvrtka Oceanwide Holdings Group sa sjedištem u Pekingu kupuje 29% dionica Legend Holding, roditeljske tvrtke Lenova za 2,76 milijardi juana (404,1 mil. USD).[5] Legend Holding bavi se upravljanjem imovinom Kineske akademije znanosti.
- 27. studenog 2009. Lenovo Group je objavio svoju namjeru za kupnju podružnice Lenovo Mobile Communication Technology. Lenovo Mobile danas zauzima treće mjesto na kineskom mobilnom tržištu.[6]
- u kolovozu 2010. tvrtka je objavila da će njihova podružnica Legend Holding Ltd. uložiti više od 10 milijuna juana u tvrtku namijenjenu rent-a-car uslugama.
- 31. kolovoza 2010. Lenovo Group i Suntech Power Ltd. potpisuju ugovor o upravljanju IT-om.
- 13. rujna 2010. vlasti Zaozhuanga iz kineske provincije Shandong s Lenovo Holding Ltd potpisuju strateški sporazum o suradnji kojim će Lenovo financirati 180 milijuna juana u proizvodnju tona alkena i izgradnju kemijske industrijske baze.

## Proizvodi
Lenovo svoje proizvode prodaje direktno malim i srednjim korisnicima i poduzetnicima dok se prodaja velikim poduzećima odvija putem on-line prodajnog kanala, trgovina u vlasništvu tvrtke (samo u Kini) i lanaca trgovina. Naprednija i skuplja tehnologija prodaje se putem lanca dobavljača i distributera.
Lenovo se bavi proizvodnjom široke palete računalnih proizvoda koje prodaju diljem svijeta. To su:
- Lenovo ThinkCentre: desktop računala.
- Lenovo ThinkPad: prijenosna i tablet računala.
- Lenovo ThinkStation: radne stanice.
- Lenovo ThinkServer: serveri.
- IdeaCentre: desktop računala.
- IdeaPad: prijenosna računala namijenjena potrošačkom tržištu.
- Lenovo 3000: J serija desktop računala.
- Lenovo 3000: C, N i V serija prijenosnika.
- ThinkVision: monitori i projektori.
- LCD i CRT monitori.

- Lenovo-Notebook G500s
- Smartphone Motorola Moto X
- ThinkPad Tablet 2
- Lenovo Smartwatch
- Lenovo Vibe X Smartphones
- Lenovo ThinkPad X1 Ultrabook

### LePhone
Lenovo je svojevremeno na tržište plasirao mobitel LePhone kao rival Appleovom iPhoneu sa strategijom niske cijene i prilagodbe mobilnog uređaja za kineske korisnike. Lenovo je s tim proizvodom dobilo snažnu potporu najboljih domaćih tvrtki kao što su Baidu Inc, Alibaba Group i Tencent Inc. Cijena je bila ekvivalent 50% cijene iPhonea. Također, taj uređaj su podržavali kineski mrežni operateri poput China Mobile's GSM & TD-SCDMA, China Unicom's WCDMA i China Telecom's CDMA 2000. Riječ je o trojici jedinih i najvećih kineskih mobilnih operatera jer China Mobile's GSM & TD-SCDMA ima 52,78%, China Unicom's WCDMA 22,95% a China Telecom's CDMA 2000 24,3% tržišnog udjela u Kini. S druge strane, iPhone su u Kini podržavali samo China Mobile's GSM & TD-SCDMA i China Unicom's WCDMA.

## Suradnja s IBM-om
8. prosinca 2004. Lenovo i IBM potpisuju protokol kojim Lenovo od američkog proizvođača kupuje njegovu podružnicu namijenjenu razvoju i proizvodnji osobnih računala. 2005. Lenovo je od IBM-a otkupio tehnologiju i brand ThinkPad vezan uz prijenosna računala, u vrijednosti 1,75 milijarde USD. 10. kolovoza 2005. Lenovo je najavilo izvanredan uspjeh u prvom tromjesječju 2005. Neto dobit u tom razdoblju je iznosila 3,57 milijardi HKD. To je bio prvi financijski izvještaj nakon globalnog sporazuma Lenova i IBM-a. Kasnijim sporazumom između tih dviju tvrtki, Lenovu je omogućeno da do 2010. prodaje stolna i prijenosna računala američkog proizvođača.

## Vlasništvo
Na temelju podataka iz 31. listopada 2008. više od 50% Lenova bilo je u vlasništvu javnih dioničara, Legend Holdings Limited je imao 42,3% dionica, Texas Pacific Group (TPG Capital, General Atlantic LLC i Newbridge Capital 6,6% a upravni odbor Lenova 0,7%. Budući da Kineska akademija znanosti i kineska Vlada posjeduju 65% Legend Holdings Limited, samim time kineska Vlada posjeduje 27% tvrtke te je time najveći dioničar Lenova.
Američki IBM je 2005. postao vlasnik 18,9% tvrtke kao dio sporazuma kojim je Lenovo zauzvrat dobilo u vlasništvo IBM-ovu podružnicu IBM personal computing division, a samim time i transfer tehnologija IBM-ovih prijenosnih računala ThinkPad. Od tada je IBM započeo sa stalnim smanjivanjem svojeg dioničkog udjela u Lenovu. Primjerice u srpnju 2008. IBM-ov udio u Lenovu je iznosio manje od 5%.
U veljači 2009. je Bill Amelio, CEO Lenova zamijenjen s Yangom Yuanqingom. U studenom 2010. je izvješteno da privatne tvrtke Texas Pacific Group (TPG Capital) i General Atlantic LLC traže izlaz iz poslovanja s Lenovom s prodajom svojeg dioničkog udjela za 1,56 milijardi HKD.

## Utjecaj na okoliš
Lenovo je uvršteno u Greenpeaceov vodič zelene elektronike koji ocjenjuje poslovnu politiku elektroničkih proizvođača na području otrovnih kemikalija, recikliranja i klimatskih promjena. U svibnju 2010. godine tvrtka je bila na dnu popisa, točnije na 17. mjestu (od 18 mogućih). Lenovo je trenutno proizvelo dva monitora: ThinkVision L2440x Wide i L2251x Wide koji ne sadržavaju vinil plastiku (PVC) i bromirane usporivače, ali dosad nije proizvedeno osobno računalo bez tih štetnih materijala. Također, Greenpeace kritizira lošu enegetsku učinkovitost računala Lenovo.

## Vanjske poveznice
- Službene web stranice tvrtke